# Hugo Villanueva
Hugo Omar Villanueva Clavería (Santiago, Chile, 9 de abril de 1939-23 de junio de 2024) fue un futbolista chileno. Jugó la Copa Mundial de Fútbol de 1966 en Inglaterra y formó parte del legendario Ballet Azul de la  Universidad de Chile durante la década de 1960.

## Trayectoria
Debutó por Universidad de Chile en 1959 por el Campeonato Nacional en reemplazo de Leonel Sánchez, ocupando el puesto de puntero ya que por su velocidad y buen dominio del balón con su pierna izquierda se pensó que sería un buen sustituto de Leonel.
Finalmente ocupó la plaza de defensa siendo ubicado como lateral por el sector izquierdo. Con la «U» obtuvo 5 campeonatos nacionales y junto a Sergio Navarro fueron los dueños de aquel puesto durante la época gloriosa del Ballet Azul.

## Selección nacional
Fue internacional con la Selección de fútbol de Chile, jugando 21 partidos entre 1964 y 1967, donde en más de una vez fue capitán.[cita requerida]

### Participación en Copas del Mundo
| Mundial              | Sede       | Resultado    | PJ |
| -------------------- | ---------- | ------------ | -- |
| Copa Mundial de 1966 | Inglaterra | Primera fase | 3  |

#### Participación en Copa América
| Copa              | Sede    | Resultado     | PJ |
| ----------------- | ------- | ------------- | -- |
| Copa América 1967 | Uruguay | Tercer puesto | 4  |

## Clubes
| Club                       | País        | Año       |
| -------------------------- | ----------- | --------- |
| Universidad de Chile       | Chile       | 1959-1967 |
| Universidad de El Salvador | El Salvador | 1968      |

## Palmarés

### Títulos nacionales
| Título           | Club                 | País  | Año  |
| ---------------- | -------------------- | ----- | ---- |
| Primera División | Universidad de Chile | Chile | 1959 |
| Primera División | Universidad de Chile | Chile | 1962 |
| Primera División | Universidad de Chile | Chile | 1964 |
| Primera División | Universidad de Chile | Chile | 1965 |
| Primera División | Universidad de Chile | Chile | 1967 |

### Distinciones individuales
| Distinción                                 | Año  |
| ------------------------------------------ | ---- |
| Mejor lateral izquierdo del fútbol chileno | 1964 |
| Mejor lateral izquierdo del fútbol chileno | 1965 |
| Mejor lateral izquierdo del fútbol chileno | 1967 |